# Asgarby
Asgarby – wieś w Anglii, w Lincolnshire, w dystrykcie North Kesteven, w civil parish Asgarby and Howell. Leży 29,6 km od Lincoln i 165,6 km od Londynu.
W 1921 roku civil parish liczyła 63 mieszkańców.